# Stazione meteorologica di Montebelluna
La stazione meteorologica di Montebelluna è la stazione meteorologica di riferimento relativa alla località di Montebelluna.

## Coordinate geografiche
La stazione meteorologica si trova nell'area climatica dell'Italia nord-orientale, nel Veneto, in provincia di Treviso, nel comune di Montebelluna, a 121 m s.l.m. e alle coordinate geografiche 45°47′N 12°02′E.

## Dati climatologici
In base alla media trentennale di riferimento 1961-1990, la temperatura media del mese più freddo, gennaio, si attesta a +3,1 °C, quella del mese più caldo, luglio, è di +23,0 °C .
| Montebelluna       | Mesi | Mesi | Mesi | Mesi | Mesi | Mesi | Mesi | Mesi | Mesi | Mesi | Mesi | Mesi | Stagioni | Stagioni | Stagioni | Stagioni | Anno |
| Montebelluna       | Gen  | Feb  | Mar  | Apr  | Mag  | Giu  | Lug  | Ago  | Set  | Ott  | Nov  | Dic  | Inv      | Pri      | Est      | Aut      | Anno |
| ------------------ | ---- | ---- | ---- | ---- | ---- | ---- | ---- | ---- | ---- | ---- | ---- | ---- | -------- | -------- | -------- | -------- | ---- |
| T. max. media (°C) | 6,8  | 8,3  | 12,3 | 17,5 | 22,7 | 26,2 | 28,5 | 27,7 | 24,5 | 19,1 | 11,8 | 7,7  | 7,6      | 17,5     | 27,5     | 18,5     | 17,8 |
| T. min. media (°C) | −0,5 | 0,2  | 3,5  | 8,0  | 12,2 | 15,6 | 17,4 | 17,2 | 14,3 | 10,1 | 5,4  | 0,9  | 0,2      | 7,9      | 16,7     | 9,9      | 8,7  |